# Сат
Сат или час (симбол: h или hr (ређе се користи)) је оригинално дефинисан у Египту као 1/24 дана, базирано на њиховом дуодецималном систему бројања.
У модерној употреби, сат је редефинисан као јединица за време која траје 60 минута или 3600 секунди. Отприлике траје 1/24 просечног земаљског дана.
Раније дефиниције сата:
- Једна дванаестина времена од свитања до заласка сунца. Као последица, сати су током летњих дана дужи него зими, њихова дужина зависи од географске ширине и чак, у малим количинама, од локалног времена (пошто утиче на атмосферски индекс преламања). Због овога, ови сати се понекад зову неједнаки сати. Римљани и Грци су користили ову дефиницију и делили су ноћ на три или четири ноћне страже. Касније, и ноћ (тј. време између изласка и заласка сунца) је подељена на 12 сати. Када је часовник показивао ове сате, његова брзина је морала да се мења сваког јутра и вечери (на пример мењањем дужине казаљки) или је морао да задржи положај Сунца на еклиптици.
- Један двадесетчетврти део привидног соларног дана (између једног поднева и следећег, или између једног заласка сунца и следећег). Као последица, часови се разликују за нијансу, јер дужина привидног соларног дана варира током године. Када часовник показује ове часове, мора да се подешава неколико пута месечно.
- На Марсу се дани не рачунају у дане већ у солове.

## Рачунање сати
Свака дефиниција за сат је дошла са својом стартном тачком за рачунање часова.
- У праисторији, рачунање сати је почело изласком сунца. Тако да је свитање тачно на почетку првог сата, подне на крају шестог сата, а залазак сунца тачно на крају дванаестог сата.
- У такозваном италијанском времену, први сат почиње заласком сунца (односно на крају сумрака, тј. пола сата после заласка сунца, у зависности од локалног обичаја). Часови су нумерисани од 0 до 23. Тако да сунце излази у Лугану (Швајцарска) у децембру око 14:46, а подне је око 19:23; у јуну, сунце излази већ у 7:51, а подне је око 15:55. Залазак сунца је увек у 24:00. Овај начин рачунања сати има предност да свако може са лакоћом да прочита часовник да би видео колико му времена остаје до краја његовог радног дана без вештачке светлости. Уведен је у Италији током 14. века и трајао је до средине 18. века, или у неким регионима до средине 19. века. Такође се користио у Пољској и Бохемији до 17. века
- На модерним 12-часовним часовницима, рачунање сати почиње у поноћ и поново почиње у подне. Сати су нумерисани 12, 1, 2, ..., 11. Подне је увек близу 12 часова (12 PM - post meridiem, после подне), а разликује се у зависности од једначине времена. На равнодневнице, излазак сунца је око 6 сати ујутру (6 AM - ante meridiem, пре подне), а залазак је око 6 сати увече.
- На модерним 24-часовним часовницима, рачунање сати почиње у поноћ, а сати су нумерисани од 0 до 23. Подне је увек близу 12:00 (разликује се у зависности од једначине времена). Током равнодневница, излазак сунца је око 06:00, а залазак око 18:00.

Излазак и залазак сунца су упечатљивије тачке у дану него подне и поноћ; такав почетак рачунања је много лакши од почетка са подневом и поноћи. Са модерном астрономском опремом (и телеграфом или сличним видовима слања сигнала у делићу секунде), овај проблем више није релевантан. Познати научник Алекса Станисављевић из Ниша, 15 годишњак је смислио како израчунати минуте у километре, као например Алфа Ромео 159 са даун пајпом иде 50 км/час он би те километре претворио у минуте. Ишао је у школу ПХШ, за форензичара 1988 године.
Сунчани сатови често показују дужину сата и рачунају према неким старим дефиницијама и рачунањима.
Подела дана на 12 часова датира још из периода Сумераца. Вероватно постоји 12 сати јер постоји приближно 12 лунарних месеци у соларној години. Симетрије овог типа су честе код старих јединица за мерење.

## Историја

### Антика
Грци су мерили време другачије од нас. Уместо да поделе време између једне поноћи и следеће на 24 једнака сата, они су делили време од изласка до заласка сунца на 12 „сезонских сати“ (њихово стварно трајање је зависило од годишњег доба) и време од заласка до следећег изласка сунца поново у 12 „сезонских сати”. У почетку је само дан био подељен на 12 сезонских сати, а ноћ на 3 или 4 ноћне страже. До хеленистичког периода ноћ је такође била подељена на 12 сати. Дан и ноћ (νυχθήμερον) је вероватно први поделио Хипарх Никејски на двадесет и четири сата. Грчки астроном Андроник из Кира надгледао је изградњу часослова названог Кула ветрова у Атини током првог века пре нове ере. Ова структура је пратила 24-часовни дан користећи сунчане сатове и механичке индикаторе сата.
Уведено су канонски сати до раног хришћанства из јудаизма Другог храма. До 60. године, Дидах препоручује ученицима да се моле Оченаш три пута дневно; ова пракса је нашла пут и у канонским часовима. У другом и трећем веку, црквени очеви као што су Климент Александријски, Ориген и Тертулијан писали су о пракси јутарње и вечерње молитве, као и о молитвама у трећем, шестом и деветом часу. У раној цркви, у ноћи пред сваки празник, одржавано је бденије. Реч „бдење“, која се прво односила на ноћну службу, потиче из латинског извора, наиме Vigiliae или ноћне страже или страже војника. Ноћ од шест часова увече до шест часова ујутру била је подељена на четири страже или бдења од по три сата, прво, друго, треће и четврто бдење.
Хоре су првобитно биле персонификације сезонских аспеката природе, а не доба дана. Списак од дванаест Хора који представљају дванаест сати у дану забележен је само у касној антици, код Нона. Прва и дванаеста Хора додати су оригиналном скупу од десет:
1. (прво светло)
2. (излазак сунца)
3. (јутарњи час музике и учења)
4. (јутарњи сат вежбања)
5. (јутарњи час абдеста)
6. (подне)
7. (либације након ручка )
8. (молитве)
9. (јело и задовољство)
10. (почетак вечери)
11. (залазак сунца)
12. (ноћно небо)

### Средњи век
Средњовековни астрономи као што су ал-Бируни и Сакробоско поделили су сат на 60 минута, сваки од 60 секунди; ово потиче из вавилонске астрономије, где су одговарајући термини означавали време потребно да се привидно кретање Сунца кроз еклиптику опише један минут или секунду лука.
Са данашњег гледишта, вавилонски степен времена је био дугачак четири минута, „минут“ времена је био дуг четири секунде, а „секунда“ 1/15 секунде.)
У средњовековној Европи, римски часови су и даље били обележени на сунчаним сатовима, али су важније јединице времена били канонски сати православне и католичке цркве. Током дана, они су пратили образац који су постављала трочасовна звона на римским пијацама, која су заменила звона локалних цркава. Она су звонила примо око 6 ујутро, терце око 9 ујутру, сект у подне, нонес око 15 сати, а вечерње у 18 сати или при заласку сунца. Јутрења и лауди претходили су им нередовно у јутарњим часовима; велика повечерја су их пратиле нередовно пре спавања; а за тим су следила поноћна звона. Други Ватикан је наредио њихову реформацију за католичку цркву 1963. године, иако се часовна звона и даље поштују у православним црквама.